# Markos (król Makurii)
Markos (VIII w.) –‬‭ król Makurii w Nubii panujący w I połowie VIII wieku do ok. 747 roku.
Był następcą Abrahama. Wzmianka o nim znajduje się w Historii Patriarchów Aleksandrii Sewera ibn al-Mukaffy (ostatnie badania odrzuciły pogląd o jego autorstwie). Jego następcą był Cyriak (około 747-768).  